# Сопроцессоры обработки слежения за движением
Сопроцессоры обработки слежения за движением (англ. Apple motion coprocessors) — это сопроцессоры движения, используемые Apple Inc в своих мобильных устройствах. Впервые выпущенные в 2013 году, их функция заключается в сборе данных датчиков со встроенных акселерометров, гироскопов и компасов и разгрузке сбора и обработки данных датчиков с главного центрального процессора (ЦП). Широко используется Apple в качестве сопроцессора для анализа движения в смартфонах. Впервые применён с сентября 2013 года в телефонах iPhone 5s. Собирает данные от интегрированных датчиков: 3-х осевого акселерометра, 3-х осевого гироскопа и 3-х осевого компаса.
Сопроцессор Apple M7 собирает, обрабатывает и хранит данные датчиков, даже если устройство спит, и приложения могут восстановить данные, когда устройство приведено в действие снова. Примерами таких программ могут быть приложения для фитнеса (отслеживающие физическую нагрузку) и навигационные программы, учитывающие при прокладке маршрута способ перемещения пользователя телефона (пеший ход или использование транспорта). Это позволяет уменьшить расход энергии и увеличивает срок службы аккумулятора, в том числе и за счет увеличения интервалов опроса базовых станций сотовых сетей и точек доступа WiFi, когда телефонный аппарат неподвижен.
В iPhone 6 и iPhone 6 Plus используется обновленная версия микроконтроллера под названием Apple M8, которая фактически является микросхемой NXP LPC18B1UK с микроконтроллерным ядром ARM Cortex-M3.

## Продукты, в которых используется Apple M7
- iPhone 5s
- iPad Air
- iPad mini с дисплеем Retina